# Sua Mãe
Sua Mãe é uma banda brasileira formada por Wagner Moura (voz), Gabriel Carvalho (guitarra), Ede Marcus (guitarra), Sergio Brito (baixo), Claudinho David (violão),Tangre Paranhos (teclado) e Leco (bateria), em Salvador.

## História
Em 1992, Wagner Moura e Gabriel Carvalho formaram uma banda cover de The Cure, em Salvador, quando estudavam Jornalismo na Universidade Federal da Bahia.
Depois, misturaram a melancolia do rock inglês com as letras de músicas bregas, como as de Reginaldo Rossi e Odair José, entre vários outros compositores, e formaram a banda Sua Mãe.
Segundo a banda, o objetivo não é fazer paródia ou piada das músicas ou dos compositores, mas apenas uma releitura dessas músicas para a atualidade.
A banda estreou uma página no Portal MTV, depois de ter vinhetas incluídas na programação.